# Mauro Modin
Mauro Modin (Bergamo, 19 luglio 1963) è un pittore italiano.
Le sue opere sono strettamente collegate e contaminate dall'universo musicale, in particolare il Jazz.

## Biografia
Artisticamente si forma frequentando il liceo artistico Marco Polo di Venezia, dove è allievo di Ferruccio Bortoluzzi, suo maestro d'arte, che avrà una notevole importanza sullo sviluppo delle sue opere.
Nel 1982 partecipa alla sua prima mostra collettiva presso Fondazione Bevilacqua la Masa (Venezia), dove ottiene un riconoscimento da parte della giuria, unanime nel riconoscere la sua predisposizione creativa.
Espone in molti Jazz Festival in Italia e in Europa, arricchendo il suo percorso artistico grazie alla collaborazione con musicisti di fama.
Nel 2012 allestisce una personale al Teatro dal Verme in collaborazione con Yusef Lateef.
Modin è stato l'unico artista visivo ad allestire una personale negli spazi interni del Gran Teatro La Fenice di Venezia.
Nel 2013 le sue opere (150 tra quadri e installazioni) sono state raccolte in una mostra antologica (1978-2013) allestita all'interno del Parco del Contemporaneo di Forte Marghera Mestre.

## Premi
Nel 2002, vinse 1º premio al Concorso Internazionale Waldes Coen Trieste.
Nel 2003,  vinse 1º premio al Concorso Internazionale Casa della Pietra Aurisina Trieste.
Nel 2008 venne invitato ad esporre al "Festival delle Arti di Montgeron Parigi"

## Esposizioni
- 1982 Collettiva, Fondazione Bevilacqua la Masa, Venezia
- 1988 Personale, Galleria "Al Quadrifoglio", Udine
- 1991 Personale, Galleria "Papiro", Mestre (VE)
- 1992 Personale, Galleria "Bianco Oro", Roma
- 1994 Personale, Galleria "Tiziano-Conegliano", Treviso
- 1998 Collettiva Galleria "Tiziano-Cortina", Cortina d'Ampezzo (BL)
- 2001 Arte Fiera Jesolo, Galleria Tiziano, Jesolo (VE)
- 2001 Collettiva, Comune di Sistiana, Trieste
- 2001 Collettiva Internazionale, Galleria al Castello, Sevnica (Slovenia)
- 2001 Collettiva Internazionale, Museo Grafico, Rogaška Slatina (Slovenia)
- 2001 Collettiva Internazionale, Palazzo della RAS, Trieste
- 2001 Arte Fiera Padova Galleria 2000, Treviso
- 2001 Arte Fiera Parma, Galleria Tiziano, Parma
- 2002 Personale, Art Gallery-2, Trieste
- 2002 Concorso Internazionale, Omaggio a Waldes Coen, Sistiana (TS)
- 2002 Collettiva Internazionale, Galleria Commercio, Lubiana (Slovenia)
- 2003 Personale, Galleria d'arte "Nuovo Spazio Mestre-Udine"
- 2003 Corso Internazionale "Casa della Pietra", Trieste
- 2003 Collettiva Palazzo Frangipane Tarcento (UD)
- 2004 Arte Fiera Vicenza – Galleria d'arte Vecchiato, Vicenza
- 2004 Société des artistes indépendants, Parigi (Francia)
- 2004 Collettiva Alpen-Adria Galerie, Klagenfurt (Austria)
- 2004 Personale, Palazzo del Cinema, Gorizia
- 2004 Arte Fiera Padova Galleria d'arte Vecchiato, Padova
- 2005 Personale, Galleria d'arte Serenissima Gradisca (GO)
- 2005 Personale, Auditorium, Gorizia
- 2005 Personale, Jazz-Wine, Cormons (GO)
- 2006 Collettiva, Galleria Comunale di Velden (Austria)
- 2007 Personale, Udin Jazz Festival Teatro Palamostre, Udine
- 2008 Personale, Société des artistes indépendants, Parigi (Francia)
- 2008 Personale, Festi 'val de Sein, Montgeron, Parigi (Francia)[1]
- 2008 Personale, Museo Civico Del Territorio, Palazzo Locatelli, Cormons (GO)[2]
- 2008 Collettiva, Galleria La Colomba, Trieste
- 2009 Personale, Salone del Mobile, Fuori Salone, Il Salotto di Brera, Milano
- 2009 Personale, Milly Art House Gallery, Milano
- 2010 Personale, Spazio Abbadesse, Milano[3][4]
- 2010 Personale, Centro Civico Milano 2, Segrate (MI)[5]
- 2011 Personale, XL Combines, Milano
- 2011 Personale, Al Vapore, Marghera (Venice, Italy)[6][7]
- 2012 Personale, M.D.P. House Gallery, Milano
- 2012 Personale, CZ95 Giudecca, Venezia
- 2012 Collettiva, Gallery Studio CaFoscari Art, Venezia
- 2012 Personale, Teatro Dal Verme, Milano con concerto di Yusef Lateef & Adam Rudolph[8][9][10]
- 2013 Personale, Palazzo Ca' Zanardi, Venezia[11][12][13]
- 2013 Collettiva Internazionale, Galerie 30, Le Cannet, Costa Azzurra (Francia)[14]
- 2013 Personale, La Maison de la Mer, Cavalaire-sur-Mer, Costa Azzurra (Francia) [15][16][17]
- 2013 Personale, Antologica, Forte Marghera, Mestre (VE)[18][19][20][21]
- 2014 Personale, Palazzo Ca' Zanardi, Venezia[22]
- 2014 Personale, Gran Teatro La Fenice, Venezia[23][24][25]
- 2014 Personale, Sporting Club Milano 2, Segrate (MI)[26]
- 2015 Personale, Centro Civico Giuseppe Verdi, Segrate (MI), con concerto di Franco Cerri[27]
- 2016 Personale, VAH Venice Art House gallery, Venezia[28]
- 2017 Personale, Villa Widmann, Jam Colours, Mira (VE)[29][30]
- 2017 Personale, Sala Antiche Mura, Monfalcone (GO)[31]
- 2018 Personale, Milano Arte, The Factory (Fabbrica Del Vapore), Milano[32]
- 2019 Premio internazionale di arte contemporanea “Arte Firenze 2019 – Premio Leonardo Da Vinci” Palazzo Bastogi (FI)[33][34]
- 2019 Premio IconArt 2019, Stazione marittima, Salerno (SA)[35]
- 2022 Personale, Sala Palazzo della Provvederia Mestre / Venezia